# Periplaneta methanoides
Periplaneta methanoides är en kackerlacksart som beskrevs av Brunner von Wattenwyl 1898. Periplaneta methanoides ingår i släktet Periplaneta och familjen storkackerlackor. Inga underarter finns listade i Catalogue of Life.